# Phare de Heron Neck
Le phare de Heron Neck (en anglais : Heron Neck Light) est un phare actif situé sur Greens Island (ceb) à Vinalhaven, dans le Comté de Knox (État du Maine).
Il est inscrit au Registre national des lieux historiques depuis le 21 janvier 1988 .

## Histoire
Greens Island est une petite île satellite de Vinalhaven, située à l'extrémité sud de la baie de Penobscot. Le phare a été mis en service en 1854 sur Heron Neck, une péninsule à l'extrémité sud de l'île. Il guide la navigation vers le principal port de Vinalhaven et du chenal Hurricane s'étendant au nord-ouest. À cette époque, Vinalhaven était une communauté de pêcheurs et d'agriculteurs, mais elle a connu une croissance importante à la fin du 19e siècle en tant que localité de villégiature et en raison de ses carrières de granit. La station a été autorisée en 1853 et est entrée en service en 1854. La tour est d'origine et la maison du gardien a été construite en 1895-1896 pour remplacer la maison de brique d'origine.
La lumière a été automatisée en 1984. À l'origine le phare était équipé d'une lentille de Fresnel de cinquième ordre. La station de signalisation se compose d'un phare, d'une maison de gardien attenante, d'un bâtiment à carburant en pierre et d'un signal de brouillard.
Après l'incendie qui a gravement endommagé la maison du gardien en 1989, les garde-côtes ont annoncé leur intention de démolir le bâtiment. À la suite de manifestations publiques, les garde-côtes ont accepté de transférer le phare à l'Island Institute, qui l'a loué à un couple souhaitant le restaurer comme résidence. En 2009, l'Island Institute a vendu le phare au même couple.

## Description
Le phare  est une tour cylindrique en brique, avec une galerie et une lanterne polygonale de 9 m de haut, attachée à une maison de gardien. La tour est peinte en blanc et la lanterne est noire avec un toit rouge. Il émet, à une hauteur focale de 28 m,un feu continu rouge d'une portée est de 10 milles nautiques (environ 19 km) et d'un feu à secteurs blanc d'une portée est de 13 milles nautiques (environ 24 km).
Il est équipé d'une corne de brume émettant un blast par période de 30 secondes.
Identifiant : ARLHS : USA-371 ; USCG : 1-3760 - Amirauté : J0112 .

### Lien connexe
- Liste des phares du Maine